# Šime Ivas
Šime Ivas, hrvaški general, * 13. november 1917, † 1995.

## Življenjepis
Leta 1941 je postal član KPJ in naslednje leto se je pridružil NOVJ. Med vojno je bil poveljnik več enot.
Po vojni je končal VVA JLA.